# Lincoln Jopp
Lincoln Peter Munro Jopp (né en 1968) est un homme politique du Parti conservateur britannique qui est député de Spelthorne depuis 2024.
Avant d'entrer aux Communes, Jopp est un homme d'affaires et ancien colonel de l'armée britannique. Il est un vétéran de la Guerre civile sierra-léonaise. En décembre 1999, la Reine lui remet la Croix militaire lors d'une cérémonie au Palais de Buckingham.
Son beau-père John Horam, est un pair conservateur et ancien député travailliste, SDP et conservateur.

## Jeunesse et éducation
Lincoln Jopp est né en février 1968 à Barnes, Londres. Il fréquente l'école St Paul puis étudie la théologie et la philosophie à l'Université de Stirling. Il est également titulaire d'une maîtrise de l'Université de Cranfield en technologie de défense et en sciences de gestion.

## Carrière militaire
Ayant obtenu un poste de cadet universitaire par l'intermédiaire de l'université, Jopp est nommé sous-lieutenant (à l'essai) le 7 septembre 1986. Il fréquente l'Académie royale militaire de Sandhurst où il reçoit l'épée d'honneur. Dès sa mise en service, il rejoint le 1er bataillon des Scots Guards.
Au cours de son service, Lincoln Jopp est déployé dans diverses zones de conflit, notamment en Irlande du Nord, en Irak et en Afghanistan. Le 5 décembre 1997, il reçoit la Croix militaire (MC) « en reconnaissance de ses services courageux et distingués en Sierra Leone en mai-juin 1997 ». Il commande les Scots Guards en Afghanistan à l'été 2010 et reçoit la Queen's Commendation for Valuable Service « en reconnaissance de ses services courageux en Afghanistan pendant la période du 1er avril 2010 au 30 septembre 2010 ». Il commande son régiment lors du défilé de l'anniversaire de la reine (« Trooping the Colour ») en 2011.

## Carrière post-militaire
Après sa retraite du service militaire actif, Lincoln Jopp se tourne vers une carrière dans le secteur civil. Il occupe des postes importants dans diverses organisations, notamment The Pension SuperFund, où il travaille comme directeur de l'exploitation. Il fait campagne pour garantir que l'interprète afghan avec lequel il travaillait soit relocalisé en toute sécurité au Royaume-Uni, avec sa famille.

## Vie personnelle
Lincoln Jopp est marié à Caroline Jopp, cofondatrice de l'organisation Military Wives Choirs. Ils sont mariés depuis plus de 30 ans et ont 3 enfants.